# Мікаель Станне
Мікаель Станне (швед. Mikael Stanne) — вокаліст шведського гурту Dark Tranquillity, який також був учасником гуртів In Flames та HammerFall.

## Біографія
Мікаель Станне народився 20 травня 1974 року в шведському місті Гетеборг. На початку своєї музичної кар'єри був гітаристом гурту Dark Tranquillity, в якому також виконував партії бек-вокалу. Він грав на гітарі у дебютному альбомі Dark Tranquillity — Skydancer. Коли в 1994 році Андерс Фріден, перший вокаліст Dark Tranquillity, покинув групу, Мікаель став новим вокалістом Dark Tranquillity, залишивши гру на гітарі. До 1994 року Мікаель був учасником гурту In Flames, виконавши вокальні партії для дебютного альбому Lunar Strain. Мікаель Станне використовує як типовий для стилю високий гроулінг, так і чистий вокал, який вперше прозвучав в альбомі The Gallery, а пізніше став практично основою експериментального альбому Projector. Після цього альбому партії екстремального вокалу знову почали переважати над чистим, який знову з'явився лише на двох останніх альбомах гурту: Fiction і We Are The Void.

## Інші проєкти
Мікаель Станне був сесійним вокалістом в шведському гурті In Flames, в період ранньої кар'єри. Він записав вокал для In Flames в дебютному альбомі Lunar Strain в 1993 році. Всупереч поширеній думці Станне ніколи не був офіційним членом In Flames; він виконав вокальні партії для In Flames, у яких не було вокаліста в той час. Також був вокалістом HammerFall з 1993 по 1996 роки, після чого він був замінений, тому що він не міг виступити з HammerFall через його зобов'язання до Dark Tranquillity.

### Появи як гостя
| Група           | Країна    | Альбом                                | Рік  | Пісні                                                          |
| --------------- | --------- | ------------------------------------- | ---- | -------------------------------------------------------------- |
| In Flames       | Швеція    | Demo '93                              | 1993 | «In Flames», «Upon an Oaken Throne», «Clad in Shadows» (вокал) |
| Denial          | Швеція    | Rape of the Century (EP)              | 1996 | «Animal Roots » (вокал)                                        |
| Nightrage       | Швеція    | Descent into Chaos                    | 2008 | «Frozen» (вокал)                                               |
| Scar of the Sun | Греція    | A Series of Unfortunate Concurrencies | 2008 | «Ode to a Failure» (вокал)                                     |
| Solution .45    | Швеція    | For Aeons Past                        | 2010 | «Bladed Vaults», «On Embered Fields Adust» (вокал)             |
| Insomnium       | Фінляндія | One for Sorrow                        | 2010 | «Weather the Storm» (вокал)                                    |
| Arise           | Швеція    | The Reckoning                         | 2010 | «They Are Coming for You» (вокал)                              |
| Nightrage       | Швеція    | Vengeance Descending                  | 2010 | «Gallant Deeds» (вокал)                                        |
| Mourning Caress | Німеччина | Deep Wounds, Bright Scars             | 2011 | «Wastelands Within» (вокал)                                    |
| Shadowside      | Бразилія  | Inner Monster Out                     | 2011 | «Inner Monster Out» (вокал)                                    |
| HammerFall      | Швеція    | Gates of Dalhalla (Video)             | 2012 | «Steel Meets Steel», «Hearts on Fire» (вокал)                  |
| Helcaraxë       | США       | Red Dragon                            | 2012 | «Skin Changer» (вокал)                                         |

## Дискографія
З Dark Tranquillity 
- 1989 — Enfeebled Earth — «Septic Broiler (pre-Dark Tranquillity)» (Demo)
- 1991 — Trail of Life Decayed (Demo)
- 1992 — A Moonclad Reflection (Demo)
- 1993 — Tranquillity (Compilation)
- 1993 — Skydancer
- 1994 — Of Chaos and Eternal Night (EP)
- 1995 — The Gallery
- 1996 — Enter Suicidal Angels (EP)
- 1997 — The Mind's I
- 1998 — The World Domination (Live Compilation)
- 1999 — Projector
- 2000 — Skydancer/Of Chaos and Eternal Night (Reissue)
- 2000 — Haven
- 2002 — Damage Done
- 2003 — Live Damage (DVD)
- 2004 — Exposures: In Retrospect And Denial (Compilation)
- 2004 — Lost to Apathy (EP)
- 2005 — Character
- 2005 — The Gallery (Deluxe Edition)
- 2005 — The Mind's I (Deluxe Edition)
- 2007 — Focus Shift (Single)
- 2007 — Fiction
- 2008 — Fiction (Expanded Edition)
- 2008 — Fiction (Bonus DVD)
- 2008 — A Closer End (Compilation)
- 2009 — Yesterworlds (Compilation)
- 2009 — Projector (Anniversary Edition)
- 2009 — Haven (Anniversary Edition)
- 2009 — Damage Done (Anniversary Edition)
- 2009 — Where Death is Most Alive (DVD)
- 2009 — Where Death is Most Alive (Live)
- 2009 — The Dying Fragments (Bootleg)
- 2010 — We Are the Void
- 2011 — We Are the Void (Tour Edition)
- 2012 — Zero Distance (EP)
- 2013 — Construct
- 2013 — For the Fans (Live)
- 2013 — Sorrow's Architect (Single)
- 2014 — A Memory Construct (EP)
- 2014 — Skydancer & Of Chaos And Eternal Night (Remastered)
- 2016 — Atoma
- 2020 — Moment

 З The Halo Effect
- 2020 — Days Of The Lost
- 2023 — Path Of Fierce Resistance (Single)
- 2023 — The Defiant One (Single)

 З Grand Cadaver
- 2021 — Madness Comes (EP)
- 2021 — Into the Maw of Death

- 2023 — Deities of Deathlike Sleep

 З In Flames 
- 1994 — Lunar Strain